# 近鐵21020系電聯車
近鐵21020系電聯車（日语：／ Kintetsu 21020-kei densha）是近畿日本鐵道使用的特急型電聯車，其暱稱為「Urban next」。21020系是為因應近鐵21000系電聯車在進行內部改裝工程期間而推出的替代電車，於2002年製造完成，並於同年的12月23日開始投入使用。2003年3月6日，本型車隨著列車時刻表的改正，開始作為定期往返名古屋及大阪的「名阪特急」進行運轉。
本型車的客室全面禁止吸菸，並在車廂之間設置吸菸區；同時本型車也有設置圓弧狀的無障礙廁所。上述設計理念皆影響到21000系的改裝工程，以及近鐵於2009年推出的近鐵22600系電聯車。本型車的暱稱「Urban next」中的「next」代表著「朝向下一個世代的進化型Urban Liner」。而本型車於2003年的第46屆鐵道友之會中獲得藍絲帶獎，以及日本設計振興會的優良設計獎。